# Martín del Real
Martín del Real (7 de abril de 1985, Santiago) es un músico chileno.
Fue uno de los fundadores y guitarrista del grupo Teleradio Donoso, baterista de la banda Fother Muckers y guitarrista de la banda Ases Falsos.
Además de tocar en la banda, Martín ha tenido también el papel de director musical y de productor de algunos discos de Ases Falsos como 'El Hombre Puede', y del disco 'Tacto'  Es además coautor de varios de los hits insignes de Ases Falsos como es el caso de 'Pacífico', 'Mucho más mío' y 'Mi Ejército'.

## Discografía

### ConTeleradio Donoso
- Teleradio Donoso (2005)
- Gran Santiago (2007)
- Bailar y llorar (2008)

### ConFother Muckers
- Fother Muckers EP (2006)
- No soy uno (2007)
- Justo y Necesario (2008)
- Una navidad con los Fother Muckers EP (2008)
- Tercer Piso Domingo Santo: Fother Muckers en su casa (En vivo, 2009)
- Si no tienes nada que decir entonces calla (2009)
- El paisaje salvaje (2010)
- Entrega tu espíritu EP (2011)

### ConAses Falsos
- Juventud Americana (2012)
- Conducción (2014)
- El Hombre Puede (2016)
- Mala Fama (2018)
- Tacto (2020)
- Chocadito (2020)

## Videografía
- 2007: Pitica - Teleradio Donoso
- 2007: Gran Santiago - Teleradio Donoso
- 2007: Eras mi persona favorita - Teleradio Donoso
- 2007: Máquinas - Teleradio Donoso
- 2007: Tres caras largas - Fother Muckers
- 2008: Un día te vas - Teleradio Donoso
- 2008: Fuerza y fortuna - Fother Muckers
- 2008: Amar en el campo - Teleradio Donoso
- 2008: Bailar y llorar - Teleradio Donoso
- 2009: Eramos todos felices - Teleradio Donoso
- 2009: Cama de clavos - Teleradio Donoso
- 2010: Nunca se apaga - Fother Muckers
- 2010: Ola de terror - Fother Muckers
- 2010: Buscando oro - Fother Muckers
- 2010: Lobo mayor - Fother Muckers
- 2011: Rondizzoni - Fother Muckers
- 2011: Retorno a la base - Fother Muckers
- 2012: Venir es fácil - Ases Falsos
- 2012: Inténtalo - Los Mil Jinetes
- 2013: Pacífico - Ases Falsos

Director
- 2010: Buscando oro - Fother Muckers